# اشک

اَشک مایعی است که به صورت پی در پی از غدد اشکی در چشم‌ها
ترشح می‌شود و نقش حفاظت و مرطوب کردن و تغذیه‌ای دارد.
اشک‌هایی که هنگام گریه یا خوشحالی تشکیل می‌شوند به احساساتی شدید همچون اندوه، خوشحالی، هیجان، حیرت و لذت مربوطند. خنده و خمیازه نیز می‌توانند به تشکیل اشک منجر شوند.
اشک لایه‌ای به ضخامت ۱۰–۷ میکرومتر روی ملتحمه (لایهٔ رویی صلبیه که به رنگ سفید است) و قرنیه چشم ایجاد می‌کند و مانع از خشک شدن قرنیه و باعث زدودن آلودگی‌های سطح آن می‌شود. اشک از طریق مجرای اشکی به بینی راه می‌یابد. در هنگام التهاب چشم یا سرماخوردگی یا گریه ترشح اشک افزایش می‌یابد.
اشک از سه لایه چربی (تراویده از غدد مبومین)، مایع (تراویده از غدد اشکی) و موکوس (تراویده از سلول‌های جامی‌شکل ملتحمه) تشکیل شده‌است. ترشح اشک در تغذیه قرنیه نیز نقش دارد. اشک حاوی آب سدیم کلراید (نمک) است و نمک زیاد در چشم دلیل گریه زیاد و طولانی مدت آسیب شدیدی و جبران ناپذیری به چشم گریه کننده وارد می‌کند و   گریه مانند ادرار و تعریق باعث حذف مواد سمی و محصولات زائد بدن می‌شود.ولی گریه زیاد باعث دفع سدیم کلراید ( نمک )  میشود مواد زائد بدن و مواد سمی وارد چشم می شود و در گریه های طولانی مدت چشم آسیب شدید می بیند و منجر به کوری و نابینایی می شود - در کتاب آسمانی اسلام قرآن کریم هم در مورد گریه طولانی‌مدت حضرت يعقوب که گم شدن پسر خودش حضرت یوسف می کرد کور و نابینا شد - آنزیم برخی ایمونوگلوبولین لیزوزیم موسین چربی لاکتوفرین لیپوکالین گلوکز کلراید پتاسیم آنتی‌اکسیدان‌ها و برخی ویتامین‌ها است.
اشک به‌طور کلی به دودسته تقسیم می‌شود:
حالت عادی : در زمان معمولی
- تولید لغزندگی که به حرکت چشم کمک می‌کند
- ضد عفونی کننده بودن که از عفونت و زیستن عوامل بیگانه جلوگیری می‌کند
- دارا بودنن لیزوزیم که از اندامک لیزوزوم ترشح می‌شود و باکتری‌ها را ریشه‌کن می‌کند

حالت غیرعادی: این حالت در زمان استرس ناراحتی و کار با مواد شیمیایی مثل خرد کردن پیاز به وجود می‌آید
- تولید لغزندگی که به حرکت چشم کمک می‌کند
- ضد عفونی کننده بودن که از عفونت و زیستن عوامل بیگانه جلوگیری می‌کند
- دارا بودنن لیزوزیم که از اندامک لیزوزوم ترشح می‌شود و باکتری‌ها را ریشه‌کن می‌کند
- اما در این حالت نسبت اب بسیار بالا است و تولید ان هم زیادتر است

## فواید گریه کردن و اشک ریختن
- فواید گریه برای دفع سموم بدن

گریه علاوه بر اینکه ذهن و احساس افراد را پاک می‌کند قادر به پاک‌سازی سموم نیز می‌باشد. اشک‌هایی که توسط استرس تولید می‌شوند به بدن کمک می‌کنند تا از مواد شیمیایی افزایش دهنده کورتیزول خلاص شوند. گفتنی است که بسیاری از مواد شیمیایی موجود در گریه‌های احساسی حاوی پرولاکتین پروتئین و هورمون آدرنوکوتیکو هستند که درد را کاهش می‌دهد. گریه مانند ادرار و تعریق باعث حذف مواد سمی و محصولات زائد بدن می‌شود.اشک‌های زنان حاوی مواد شیمیایی هستند که مانع پرخاشگری در مردان می‌شوند.
- فواید گریه کردن برای چشم

اشک‌هایی که توسط غدد اشکی تولید می‌شوند باعث باز شدن دید می‌گردند. زمانی که غشای چشم دچار کم‌آبی می‌شود از کیفیت بینایی کاسته خواهدشد، لذا اشک باعث شستشوی سطح چشم شده و مانع از دست دادن آب غشای آن می‌گردد.
- فواید گریه از بین بردن استرس

اشک قادر است بهتر از هر گونه داروی ضد افسردگی خلق و خو را بهبود بخشد. طبق مطالعات به عمل آمده گریه کردن باعث تسکین روح و خلق افراد می‌شود. افراد مبتلا به اختلالات اضطرابی و خلقی ممکن است کمتر اثرات مثبت گریه را تجربه کنند.
- فواید گریه کردن برای پوست

بعد از نکاتی که از فواید گریه کردن برای دفع سموم بدن و کاهش استرس گفته شد به راحتی می‌توان فهمید که دو عامل مهم در پیری و از بین رفتن زیبایی پوست با گریه مناسب رفع خواهد شد و پوست به طبع به زیبایی خواهد رسید.